# Фінал кубка СРСР з футболу 1960
19-й фінал кубка СРСР з футболу відбувся на Центральному стадіоні в Москві 31 жовтня 1980 року. У грі взяли участь тбіліське «Динамо» і московське «Торпедо».

## Претенденти
«Торпедо» (Москва)
- Чемпіон (1): 1960
- Срібний призер (1): 1957
- Бронзовий призер (2): 1945, 1953
- Володар кубка (2): 1949, 1952
- Фіналіст кубка (2): 1947, 1958

«Динамо» (Тбілісі)
- Срібний призер (4): 1939, 1940, 1951, 1953
- Бронзовий призер (5):1936 (o), 1946, 1947, 1950, 1959
- Фіналіст кубка (3): 1936, 1937, 1946

## Деталі матчу
| 31 жовтня 1960 |

| «Торпедо» М                                           | 4 – 3 | «Динамо» Тб                         |
| ----------------------------------------------------- | ----- | ----------------------------------- |
| Гусаров 19' (пен.) Гусаров 54' Іванов 67' Іванов 119' | Звіт  | Баркая 26' Калоєв 58' Мелашвілі 87' |

| Центральний стадіон (Москва) Глядачів: 102 000 Арбітр: Цаповецький (Київ) |

|               |                    |     |
|               |                    |     |
| ВР            | Олексій Поліканов  |     |
| ЗХ            | Олександр Медакін  |     |
| ЗХ            | Віктор Шустиков    |     |
| ЗХ            | Леонід Островський |     |
| ПЗ            | Валерій Воронін    |     |
| ПЗ            | Микола Маношин     |     |
| НП            | Слава Метревелі    |     |
| НП            | Валентин Іванов    |     |
| НП            | Геннадій Гусаров   |     |
| НП            | Борис Батанов      |     |
| ПЗ            | Олег Сергєєв       | 86' |
| Заміна:       |                    |     |
| НП            | Олександр Савушкін | 86' |
| Тренер:       |                    |     |
| Віктор Маслов |                    |     |

|                 |                     |  |
|                 |                     |  |
| ВР              | Сергій Котрікадзе   |  |
| ЗХ              | Борис Січінава      |  |
| ЗХ              | Едуард Торадзе      |  |
| ЗХ              | Гіві Хочолава       |  |
| ПЗ              | Джемал Зейнклішвілі |  |
| ПЗ              | Гіві Чохелі         |  |
| НП              | Володимир Баркая    |  |
| НП              | Шота Яманідзе       |  |
| НП              | Тенгіз Мелашвілі    |  |
| НП              | Заур Калоєв         |  |
| НП              | Михайло Месхі       |  |
| Тренер:         |                     |  |
| Андрій Жорданія |                     |  |